# Proparholaspulus
Proparholaspulus  es un género de ácaros perteneciente a la familia Parholaspididae.

## Especies
Proparholaspulus K. Ishikawa, 1980
- Proparholaspulus angustatus Ishikawa, 1987
- Proparholaspulus ishikawai Liang & Hu, 1993
- Proparholaspulus montanus Ishikawa, 1987
- Proparholaspulus suzukii K. Ishikawa, 1980